# 川口市警察
川口市警察（かわぐちしけいさつ）は、かつて存在した埼玉県川口市の自治体警察である。

## 概要
旧警察法の施行で、従来の埼玉県警察部が解体され、1948年（昭和23年）3月7日に川口市警察署が設置された。
その後、1956年（昭和26年）1月19日に前年に川口市から鳩ケ谷町が分離・新設したため鳩ケ谷町警察署が設置され、1954年（昭和29年）に旧警察法が全面改正される形で新警察法が公布された。これにより国家地方警察と自治体警察が廃止され、新たに都道府県警察として埼玉県警察が発足。川口市警察も埼玉県警察に統合され、姿を消した。